# Lycoris Recoil
Lycoris Recoil (jap. リコリス・リコイル, Rikorisu Rikoiru) ist eine Animeserie aus dem Jahr 2022, die bei A-1 Pictures entstand. Das Konzept stammt von Asaura und Regie führte Shingo Adachi. Sowohl der Anime als auch eine Adaption als Manga erschienen auf Deutsch sowie in diversen weiteren Übersetzungen.

## Inhalt
Takina Inoue, eine selbstbewusste Oberschülerin, arbeitet als Teil einer Einsatzgruppe von Assassinen, die Lycoris genannt werden, in der Geheimorganisation Direct Attack (DA). Sie wird von dieser nach einer fehlgeschlagenen Mission, bei der sie einen Befehl ihrer Kommandantin missachtete, an eine Außenstelle strafversetzt, die als ein einfaches Café getarnt ist. Dort soll sie mit der Top-Lycoris Chisato Nishikigi zusammenarbeiten.
Anfangs wenig begeistert von Chisatos Unbeschwertheit und ihrer Herangehensweise, Gegner mit nichttödlichen Waffen unschädlich zu machen, lernt Takina mit der Zeit mit ihrer neuen Kollegin auszukommen in der Hoffnung, eines Tages zu DA zurückkehren zu dürfen.

## Synchronisation

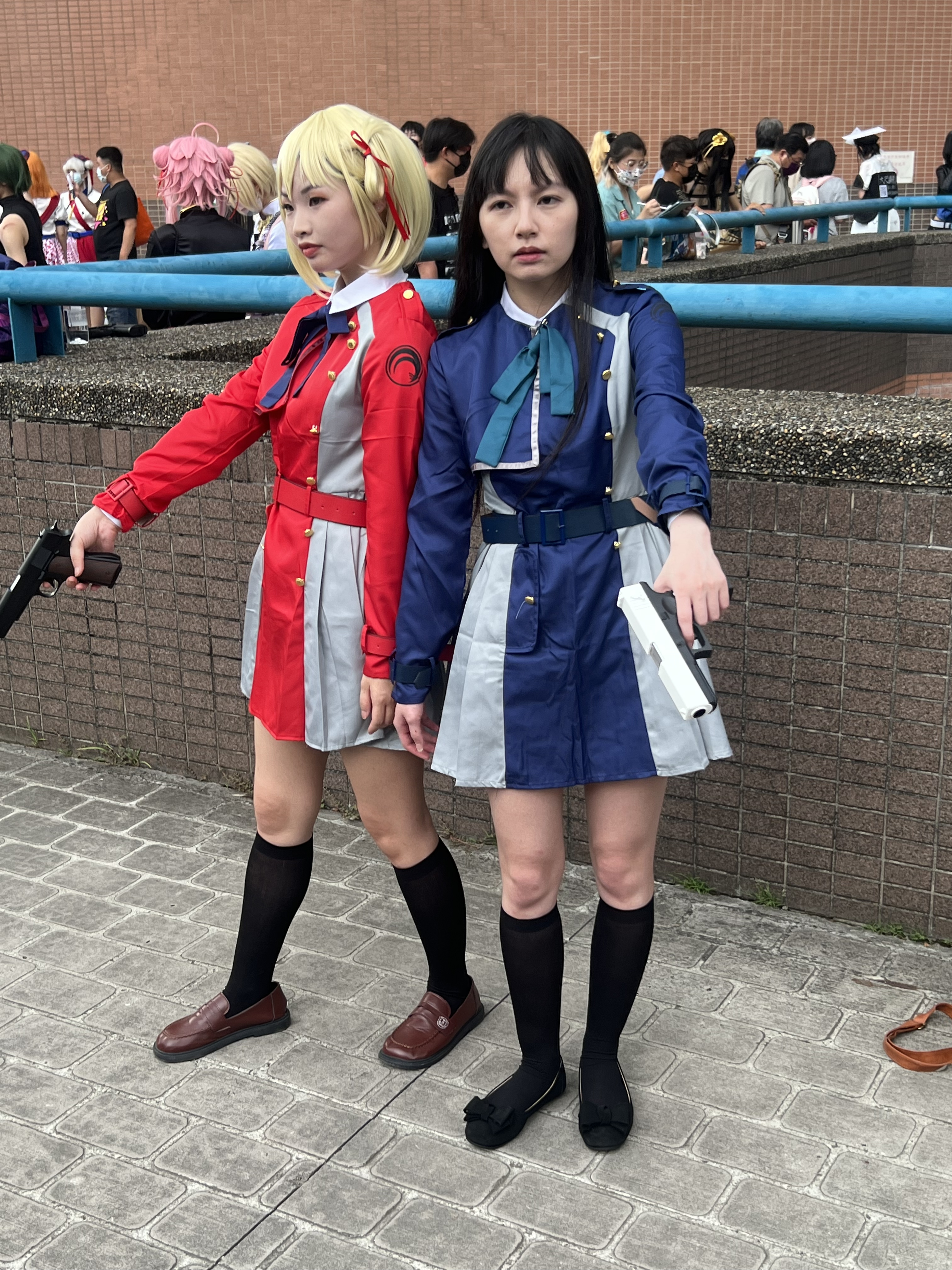
Cosplayer als Chisato Nishikigi und Takina Inoue, 2022

Die deutsche Fassung entstand bei Scheune Mediaproduction unter der Regie von Katharina von Daake, die mit Kaya Malin Kröger auch die Dialogbücher schrieb.
| Rolle             | japanischer Sprecher (Seiyū) | deutscher Sprecher |
| ----------------- | ---------------------------- | ------------------ |
| Chisato Nishikigi | Chika Anzai                  | Amira Leisner      |
| Takina Inoue      | Shion Wakayama               | Alina Freund       |
| Mizuki Nakahara   | Ami Koshimizu                | Angela Wiederhut   |
| Kurumi            | Misaki Kuno                  | Lisa Dzyadyk       |
| Mika              | Kosuke Sakaki                | Pat Zwingmann      |
| Majima            | Yoshitsugu Matsuoka          | Niko Macoulis      |

## Produktion und Veröffentlichung
Die Serie wurde im Dezember 2021 angekündigt. Sie wurde von A-1 Pictures produziert und von Shingo Adachi, für den Lycoris Recoil sein Regiedebüt darstellt, inszeniert. Die Geschichte stammt von Asaura und wurde von Adachi als Drehbuch umgesetzt. Die Charakterdesigns sind von Imigimuru und die Musik von Shūhei Mutsuki. Das Design der Lycoris-Outfits wurde von der Modedesignerin Kimika Onai entworfen, die auch die Kostüme der Idol-Gruppe Nogizaka46 entwirft. Das Lied im Vorspann ist „Alive“ von ClariS, der Abspann ist „Hana no Tō“ (花の塔) von Sayuri.
Mehrere Szenen finden in Sumida und Ryōgoku statt.
Die Serie startete am 2. Juli 2022 bei Tokyo MX, GYT, GTV, BS11, ABC, Mētele und AT-X in Japan. Die letzte Folge wurde am 24. September 2022 gezeigt. Parallel dazu wurde sie international bei Crunchyroll veröffentlicht, unter anderem mit deutschen und englischen Untertiteln. Die Serie wurde in Südostasien von Aniplus Asia ausgestrahlt. Ab dem 23. Juli 2022 wurde bei Crunchyroll auch eine deutsche Synchronfassung herausgegeben. Daneben gibt es Synchronisationen ins Englische, Portugiesische, Spanische und Französische.
Im Juli 2024 gab das Produktionsteam bekannt, dass die Serie um sechs kurze Animationsfilme ergänzt werden würde.
Im Januar 2025 gab das Produktionsteam bekannt, dass ein neues Projekt entwickelt wird.

## Hintergrund
Während Namen und Personalitäten der fünf Charaktere aus dem „LycoReco-Café“ von Anfang an feststanden und unverändert blieben, peilte das Produktionsteam zu Beginn der Planungen ein ganz anderes Weltbild in der Serie an, dessen Konzept an City Hunter angelehnt war. Regisseur Shingo Adachi war allerdings gegen ein düsteres Setting und peilte einen leicht zu schauenden Anime an, der sowohl Fans von Schusswaffen zufrieden stelle als auch allen anderen Zuschauern gefallen.

## Weitere Umsetzungen
Am 8. August 2022 wurde bekannt, dass Lycoris Recoil eine Umsetzung als Manga erhalten werde, die seit dem 5. September gleichen Jahres im Comic-Flapper-Magazin des Verlages Media Factory erscheint. Gezeichnet wird der Manga von Yasunori Bizen. Die Reihe umfasst bisher sechs Bände (Stand Februar 2025). Diese erscheinen seit Juli 2024 auch auf Deutsch bei Planet Manga unter dem Titel Lycoris Recoil: Reload in bisher vier Bänden (Stand August 2025). Die Übersetzung stammt von Jens Ossa. Außerdem erschien eine Anthologie mit Kurzgeschichten von verschiedenen Zeichnern unter dem Titel Lycoris Recoil: React, zunächst 2022 in Japan und im November 2024 auch auf Deutsch.
Ebenfalls startet im September eine Umsetzung als Light Novel, die unter dem Titel Lycoris Recoil: Ordinary Days im Dengeki Bunko des Verlages ASCII Media Works geschrieben wird der Roman von Asaura.